# ساشا ميتشيل
ساشا ميتشيل (بالإنجليزية: Sasha Mitchell)‏ هو ممثل أمريكي، ولد في 27 يوليو 1967 بلوس أنجلوس في الولايات المتحدة.

## أعمال

### أفلام
- (2003)  النجم السابق الطفل[4]

### مسلسلات
- جاغ
- خطوة بخطوة
- دالاس

## وصلات خارجية
- ساشا ميتشيل على موقع IMDb (الإنجليزية)
- ساشا ميتشيل على موقع روتن توميتوز (الإنجليزية)
- ساشا ميتشيل على موقع ألو سيني (الفرنسية)
- ساشا ميتشيل على موقع أول موفي (الإنجليزية)
- ساشا ميتشيل على موقع إن إن دي بي (الإنجليزية)
- ساشا ميتشيل على موقع قاعدة بيانات الفيلم (الإنجليزية)
- ساشا ميتشيل على موقع كينوبويسك (الروسية)